# Bufo cryptotympanicus
Espèce
Statut de conservation UICN

 NT  : Quasi menacé
Bufo cryptotympanicus est une espèce d'amphibiens de la famille des Bufonidae.

## Répartition et habitat
Cette espèce se rencontre entre 450 et 1 870 m d'altitude :
- dans le sud de la Chine dans les provinces du Guangxi, du Guangdong et du Yunnan ;
- dans le nord du Viêt Nam dans la province de Lào Cai sur le mont Fansipan.

Elle vit dans la forêt, aucun spécimen n'a été observé dans des endroits ouverts.

## Publication originale
- Liu & Hu, 1962 : A Herpetological report of Kwangxi. Acta Herpetologica Sinica, vol. 14, p. 73-104.